# Le Progrès (journal belge)
 (juillet 2018).
Pour les articles homonymes, voir Le Progrès.
Le Progrès est un journal régional belge, pour Ypres et son arrondissement. Le premier numéro paraît le 1er mai 1841.